# Sango
Sango (sango: yângâ tî sängö) er et kreolsprog, som tales af ca. 2 millioner mennesker i den Centralafrikanske Republik.